# Gay friendly

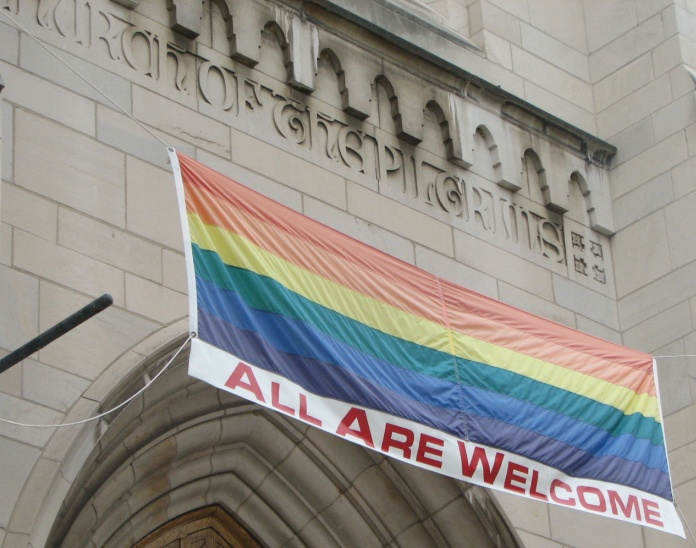
Všichni jsou vítáni. Vlajka LGBT hnutí nad vchodem americké Církve poutníků

Gay friendly je mezinárodní označení míst, politických aktivit, lidí nebo institucí, kteří usilují o vytvoření prostředí přátelského vůči gayům, lesbám, případně i dalším LGBT lidem. Jedná se o produkt pozdního 20. století v Severní Americe. Pojem se objevil jednak jako následek implementace práv LGBT lidí v zaměstnání nebo školství, ale také v souvislosti s rozeznáním LGBT lidí jako atraktivních klientů nejrůznějších služeb. Jako gay-friendly bývají vnímána i celá města, například San Francisco, Sydney nebo Berlín, Tel Aviv nebo bavorský Mnichov.. V českém prostředí lze do určité míry považovat za gay friendly např. pražskou čtvrť Vinohrady, kde se koncentruje veřejný život gay komunity.
Restaurační zařízení, hotely a další organizace profilující se jako gay-friendly (tedy přátelské vůči LGBT menšině, ale ne výlučně na ni zaměřené) jsou v Evropě tradičně označeny tímto nápisem a drobnou duhovou vlajkou například na vchodových dveřích.
Mnoho firem se v současnosti identifikuje jako gay friendly, čímž dosahují pestřejšího složení zaměstnanců i zákazníků. Human Rights Campaign, organizace lobbující za rovná práva gayů a leseb, zveřejňuje seznam společností majících kladný vztah k LGBT lidem. Mezi organizacemi zaznamenanými pro vytváření gay friendly prostředí jsou například Dell nebo The Coca Cola Company. Mnoho společností nabízí širokou paletu produktů pro gay zákazníky. Studie prokázaly, že LGBT komunita je nakloněna zaplatit vyšší cenu za gay-friendly produkty, stejně tak existují náznaky, že nejen vyhledává luxusní prostředí, ale přímo aktivně zvyšuje životní úroveň ve svém okolí.